# قصعان (الرضمة)

تعديل مصدري - تعديل

قصعان محلة تابعة لقرية المنصورة، التابعة لعزلة شيزر بمديرية الرضمة إحدى مديريات محافظة إب في الجمهورية اليمنية.، بلغ تعداد سكانها 113 حسب تعداد اليمن لعام 2004.